# Bedenac
Bedenac település Franciaországban, Charente-Maritime megyében. Lakosainak száma 689 fő (2022. január 1.). Bedenac Bussac-Forêt, Clérac, Montlieu-la-Garde, Lapouyade és Laruscade községekkel határos.

## Népesség
A település népességének változása:
| Lakosok száma | 475  | 431  | 494  | 548  | 681  | 701  | 686  | 692  | 693  | 689  |
|               | 1968 | 1982 | 1990 | 2006 | 2013 | 2015 | 2017 | 2019 | 2020 | 2022 |